# Jászkarajenő
Jászkarajenő là một thị trấn thuộc hạt Pest, Hungary. Thị trấn này có diện tích 65,15 km², dân số năm 2010 là 2743 người, mật độ 42 người/km².